# Poppiana bulbifer
Poppiana bulbifer är en kräftdjursart som beskrevs av Rodríguez 1992. Poppiana bulbifer ingår i släktet Poppiana och familjen Trichodactylidae. IUCN kategoriserar arten globalt som livskraftig. Inga underarter finns listade i Catalogue of Life.